# Aparecida do Rio Negro
Aparecida do Rio Negro es un municipio brasileño del estado del Tocantins. Se localiza a una latitud 09º57'06" sur y a una longitud 47º58'20" oeste, estando a una altitud de 265 metros. Su población estimada en 2004 era de 4000 habitantes.
Posee un área de 116518 km².